# Maspie-Lalonquère-Juillacq
Pour les articles homonymes, voir Juillacq (homonymie), Lalonquère (homonymie) et Maspie (homonymie).
Maspie-Lalonquère-Juillacq (en béarnais Maspièr-La Lonquèra-Julhac ou Maspiè-La Lounquère-Yulhac) est une commune française, située dans le département des Pyrénées-Atlantiques en région Nouvelle-Aquitaine.

## Géographie

### Localisation
La commune de Maspie-Lalonquère-Juillacq se trouve dans le département des Pyrénées-Atlantiques, en région Nouvelle-Aquitaine.
Elle se situe à 30 km par la route de Pau, préfecture du département, et à 27 km de Serres-Castet, bureau centralisateur du canton des Terres des Luys et Coteaux du Vic-Bilh dont dépend la commune depuis 2015 pour les élections départementales.
La commune fait en outre partie du bassin de vie de Lembeye.
Les communes les plus proches sont : 
Samsons-Lion (2,6 km), Simacourbe (2,7 km), Gerderest (2,7 km), Anoye (3,2 km), Peyrelongue-Abos (3,5 km), Monassut-Audiracq (4,0 km), Abère (4,3 km), Lembeye (4,3 km).
Sur le plan historique et culturel, Maspie-Lalonquère-Juillacq fait partie de la province du Béarn, qui fut également un État et qui présente une unité historique et culturelle à laquelle s’oppose une diversité frappante de paysages au relief tourmenté.

### Communes limitrophes
Les communes limitrophes sont  Anoye, Gerderest, Lembeye, Samsons-Lion et Simacourbe.
| Simacourbe |                            | Lembeye (par un quadripoint) |
|            | Maspie-Lalonquère-Juillacq | Samsons-Lion                 |
| Gerderest  | Anoye                      |                              |

### Hydrographie

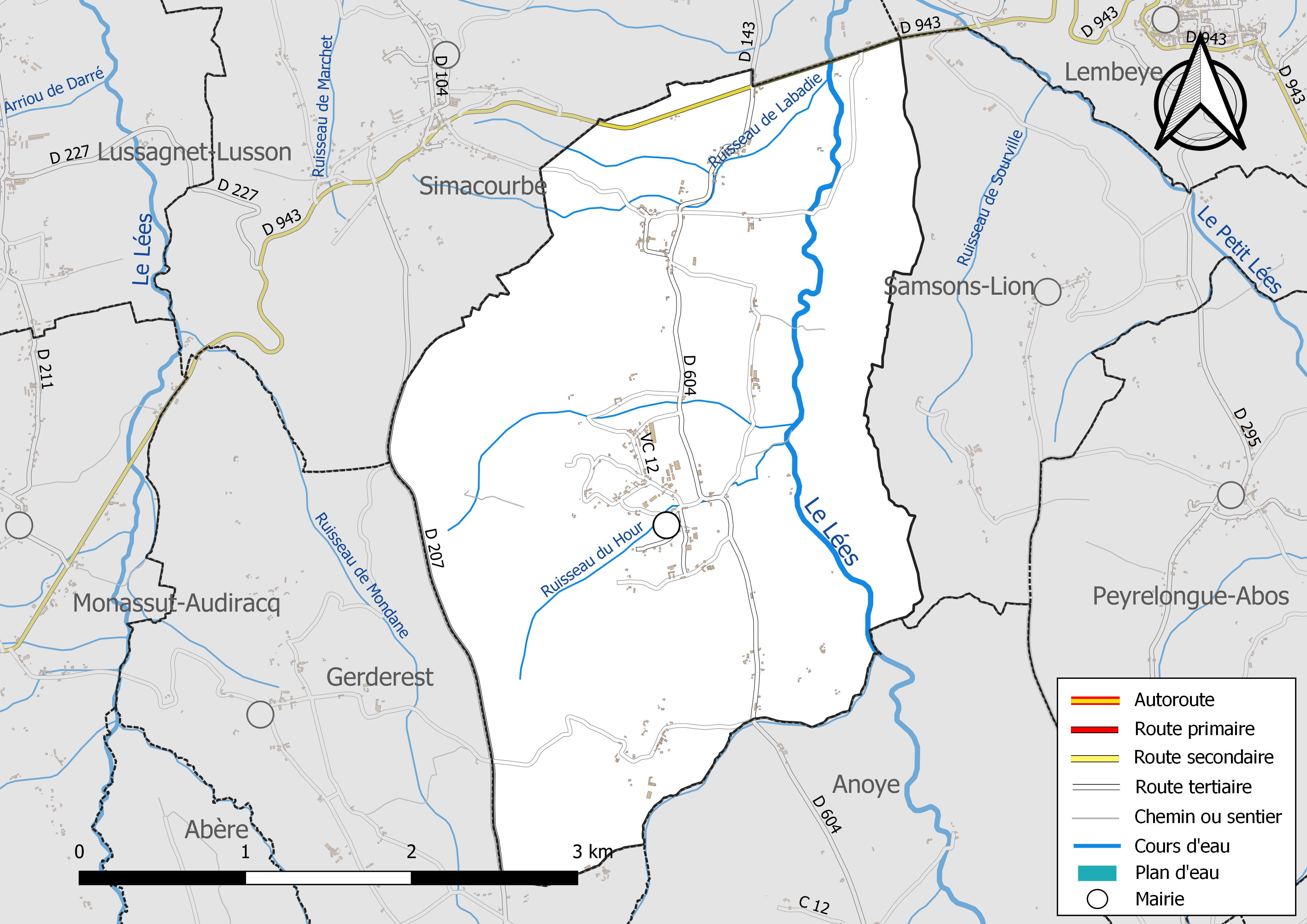
Réseaux hydrographique et routier de Maspie-Lalonquère-Juillacq.

La commune est drainée par le Léez, le ruisseau de Labadie, le ruisseau du Hour et par divers petits cours d'eau, constituant un réseau hydrographique de 12 km de longueur totale,.
Le Léez (56 km) prend sa source dans la commune de Gardères, s'écoule du sud vers le nord et traverse le territoire communal dans sa partie est. Il se jette dans l'Adour à Barcelonne-du-Gers, après avoir traversé 31 communes.

### Climat
Pour des articles plus généraux, voir Climat de la Nouvelle-Aquitaine et Climat des Pyrénées-Atlantiques.
Historiquement, la commune est exposée à un climat de montagne.  
En 2020, Météo-France publie une typologie des climats de la France métropolitaine dans laquelle la commune est toujours exposée à un climat de montagne et est dans la région climatique Pyrénées atlantiques, caractérisée par une pluviométrie élevée (>1 200 mm/an) en toutes saisons, des hivers très doux (7,5 °C en plaine) et des vents faibles.
Pour la période 1971-2000, la température annuelle moyenne est de 13 °C, avec une amplitude thermique annuelle de 14,7 °C. Le cumul annuel moyen de précipitations est de 1 158 mm, avec 11,4 jours de précipitations en janvier et 8 jours en juillet. Pour la période 1991-2020, la température moyenne annuelle observée sur la station météorologique la plus proche, située sur la commune de Mont-Disse à 15 km à vol d'oiseau, est de 13,9 °C et le cumul annuel moyen de précipitations est de 1 010,8 mm,. Pour l'avenir, les paramètres climatiques de la commune estimés pour 2050 selon différents scénarios d’émission de gaz à effet de serre sont consultables sur un site dédié publié par Météo-France en novembre 2022.

### Milieux naturels et biodiversité

#### Espaces protégés
La protection réglementaire est le mode d’intervention le plus fort pour préserver des espaces naturels remarquables et leur biodiversité associée,.
Un  espace protégé est présent sur la commune : 
le « coteau de Lembeye », un terrain acquis (ou assimilé) par un conservatoire d'espaces naturels,, d'une superficie de 97,5 ha.

#### Réseau Natura 2000
Le réseau Natura 2000 est un réseau écologique européen de sites naturels d'intérêt écologique élaboré à partir des Directives « Habitats » et « Oiseaux », constitué de zones spéciales de conservation (ZSC) et de zones de protection spéciale (ZPS).
Un site Natura 2000 a été défini sur la commune au titre de la « directive Habitats » : les « coteaux de Castetpugon, de Cadillon et de Lembeye », d'une superficie de 220 ha, présentant des pelouses calcaires riches en orchidées et autres plantes rares régionalement, globalement bien conservées,.

#### Zones naturelles d'intérêt écologique, faunistique et floristique
L’inventaire des zones naturelles d'intérêt écologique, faunistique et floristique (ZNIEFF) a pour objectif de réaliser une couverture des zones les plus intéressantes sur le plan écologique, essentiellement dans la perspective d’améliorer la connaissance du patrimoine naturel national et de fournir aux différents décideurs un outil d’aide à la prise en compte de l’environnement dans l’aménagement du territoire.
Une ZNIEFF de type 2 est recensée sur la commune, : 
les « coteaux calcaires du Béarn » (461,36 ha), couvrant 20 communes du département.

## Urbanisme

### Typologie
Au 1er janvier 2024, Maspie-Lalonquère-Juillacq est catégorisée commune rurale à habitat dispersé, selon la nouvelle grille communale de densité à sept niveaux définie par l'Insee en 2022.
Elle est située hors unité urbaine. Par ailleurs la commune fait partie de l'aire d'attraction de Pau, dont elle est une commune de la couronne,. Cette aire, qui regroupe 227 communes, est catégorisée dans les aires de 200 000 à moins de 700 000 habitants,.

### Occupation des sols

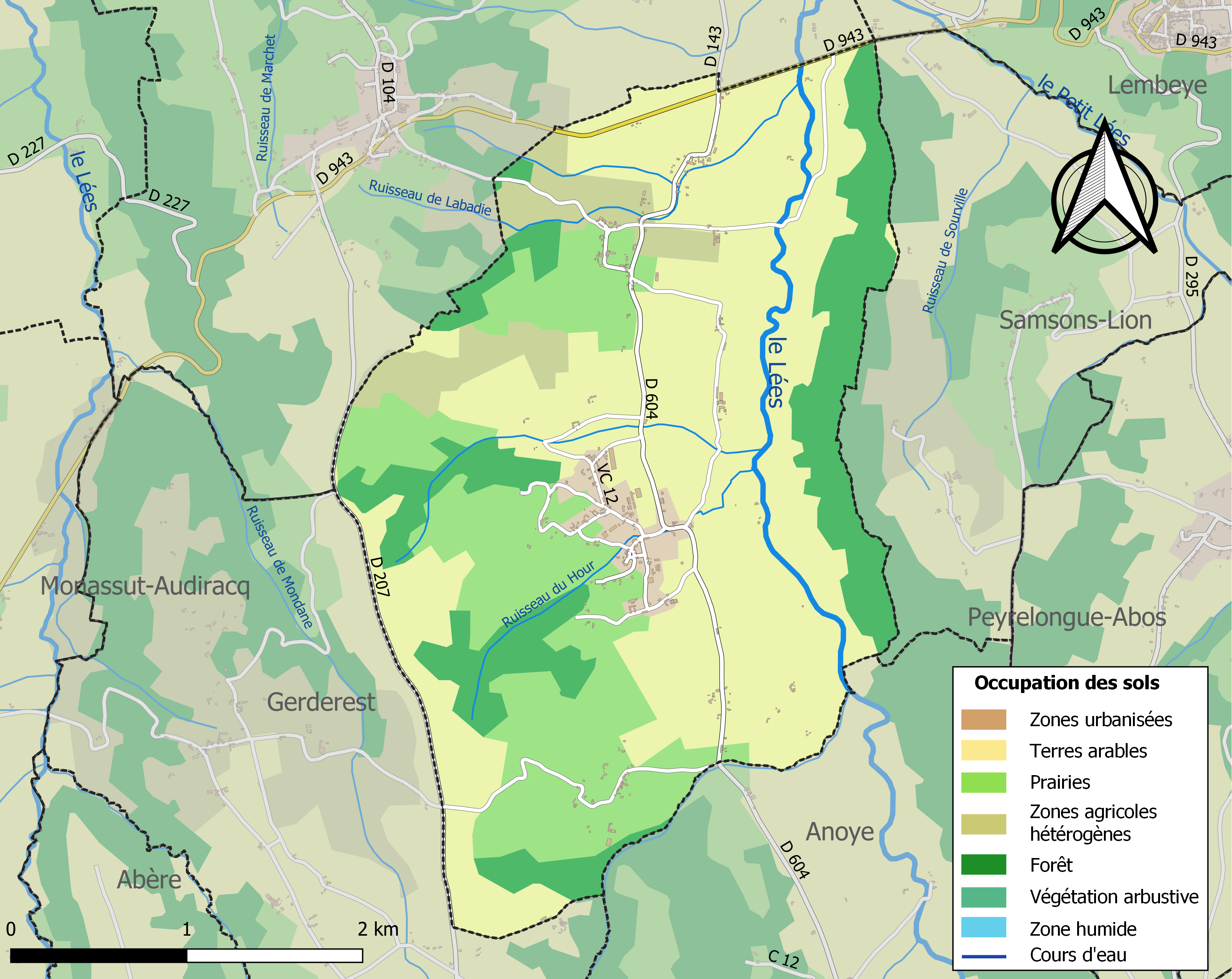
Carte des infrastructures et de l'occupation des sols de la commune en 2018 (CLC).

L'occupation des sols de la commune, telle qu'elle ressort de la base de données européenne d’occupation biophysique des sols Corine Land Cover (CLC), est marquée par l'importance des territoires agricoles (80,8 % en 2018), une proportion sensiblement équivalente à celle de 1990 (80,7 %). La répartition détaillée en 2018 est la suivante : 
terres arables (51,7 %), prairies (22,8 %), forêts (16,5 %), zones agricoles hétérogènes (6,2 %), zones urbanisées (2,7 %).
L'IGN met par ailleurs à disposition un outil en ligne permettant de comparer l’évolution dans le temps de l’occupation des sols de la commune (ou de territoires à des échelles différentes). Plusieurs époques sont accessibles sous forme de cartes ou photos aériennes : la carte de Cassini (XVIIIe siècle), la carte d'état-major (1820-1866) et la période actuelle (1950 à aujourd'hui).

### Lieux-dits et hameaux
- l'Église ;
- Juillacq : Coume, Houradat ;
- Lalonquère : Haü, Junca, Moulin ;
- Larribère ;
- Maspie : Dibat, Frérou, Hounta, lacrout, Moura, Pape.

### Voies de communication et transports
Elle est desservie par les routes départementales 143, 207, 604 et 943.

### Risques majeurs
Le territoire de la commune de Maspie-Lalonquère-Juillacq est vulnérable à différents aléas naturels : météorologiques (tempête, orage, neige, grand froid, canicule ou sécheresse), inondations et séisme (sismicité modérée). Un site publié par le BRGM permet d'évaluer simplement et rapidement les risques d'un bien localisé soit par son adresse soit par le numéro de sa parcelle.
Certaines parties du territoire communal sont susceptibles d’être affectées par le risque d’inondation par une crue à  débordement lent de cours d'eau, notamment le Léez. La commune a été reconnue en état de catastrophe naturelle au titre des dommages causés par les inondations et coulées de boue survenues en 1982, 1990, 2007, 2009 et 2018,.

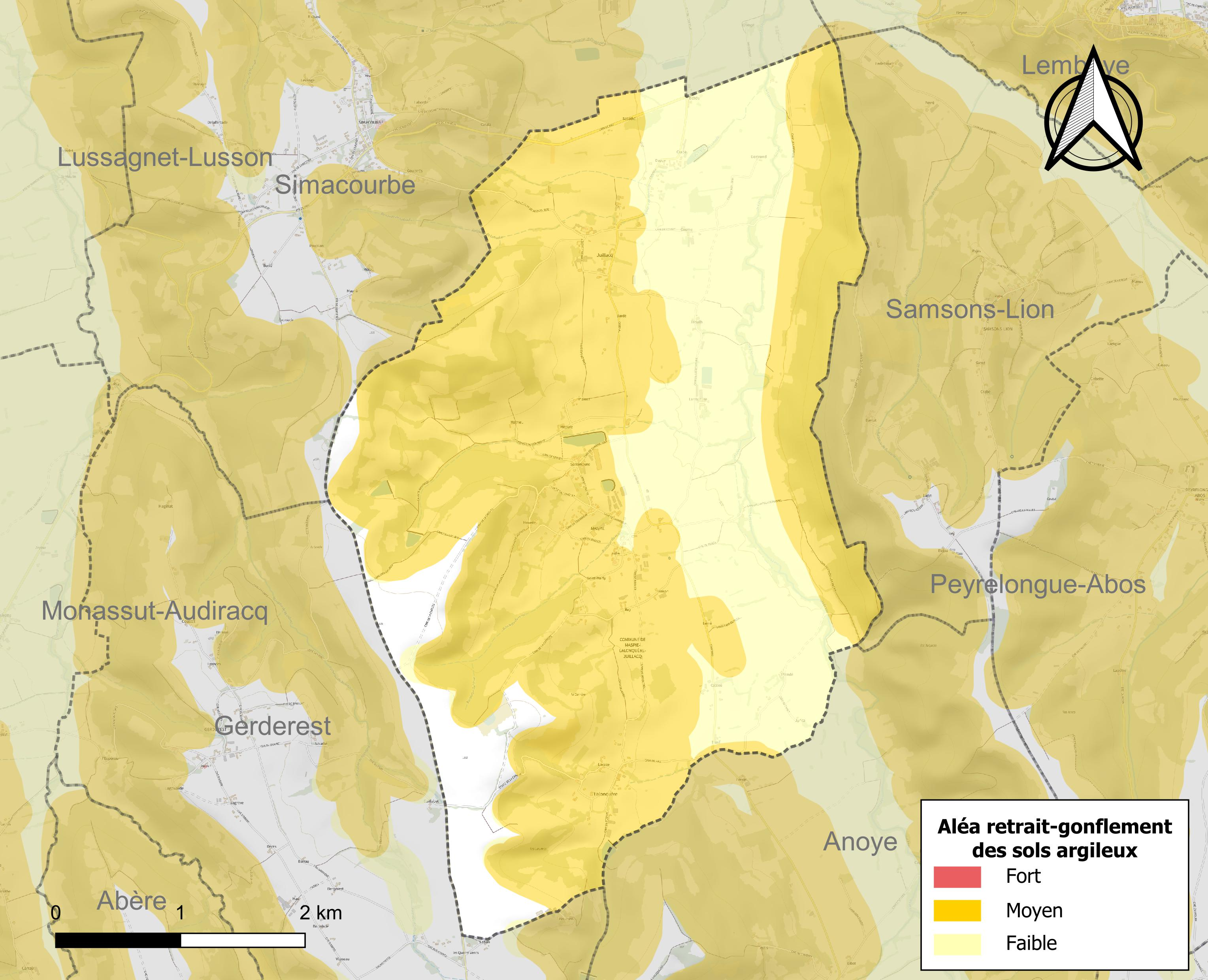
Carte des zones d'aléa retrait-gonflement des sols argileux de Maspie-Lalonquère-Juillacq.

Le retrait-gonflement des sols argileux est susceptible d'engendrer des dommages importants aux bâtiments en cas d’alternance de périodes de sécheresse et de pluie. 65,4 % de la superficie communale est en aléa moyen ou fort (59 % au niveau départemental et 48,5 % au niveau national). Depuis le 1er octobre 2020, en application de la loi ELAN, différentes contraintes s'imposent aux vendeurs, maîtres d'ouvrages ou constructeurs de biens situés dans une zone classée en aléa moyen ou fort,.

## Toponymie
Le toponyme Maspie apparaît sous la forme 
Mespie (1385, censier de Béarn).
Le toponyme Lalonquère, village de Maspie, est mentionné en 1385 (censier de Béarn) et apparaît sous les formes 
La Loncquera (1538, réformation de Béarn), 
Lalonquere (1793 ou an II) et 
Lalonguerre (1801, Bulletin des Lois).
Le toponyme Juillacq, village de Maspie, apparaît sous les formes 
Jullac et Saint-Pierre de Julhac (respectivement XIIe siècle et 1227, d'après Pierre de Marca), 
Jullaq (1777, terrier de Gerderest) et 
Juillac (1863, dictionnaire topographique Béarn-Pays basque).
Le nom béarnais de la commune est Maspièr-La Lonquèra-Julhac ou Maspiè-La Lounquère-Yulhac.

## Histoire
Paul Raymond note qu'en 1385 Maspie comptait seize feux, Lalonquère dix et Juillacq vingt-trois. Les trois paroisses dépendaient du bailliage de Lembeye. Lalonquère était un membre de la commanderie de l'ordre de Malte de Caubin et Morlaàs. Il y avait à Juillacq une abbaye laïque, vassale de la vicomté de Béarn.
Juillacq fut annexé à l'ensemble Maspie-Lalonquère en 1842, lui-même créé en 1833 par l'union de Maspie et Lalonquère.

## Politique et administration
| Période                                  | Période  | Identité           | Étiquette | Qualité |
| ---------------------------------------- | -------- | ------------------ | --------- | ------- |
| avant 1988                               | 1995     | René Canton        |           |         |
| 1995                                     | 2008     | André Cazenave     |           |         |
| 2008                                     | 2014     | Serge Junca        |           |         |
| 2014                                     | En cours | Éliane Capdevielle |           |         |
| Les données manquantes sont à compléter. |          |                    |           |         |

### Intercommunalité
Maspie-Lalonquère-Juillacq fait partie de trois structures intercommunales :
- la communauté de communes du Nord-Est Béarn ;
- le syndicat d’énergie des Pyrénées-Atlantiques ;
- le syndicat intercommunal d’alimentation en eau potable (SIAEP) du Vic-Bilh Montanérès.

## Population et société

### Démographie
L'évolution du nombre d'habitants est connue à travers les recensements de la population effectués dans la commune depuis 1793. Pour les communes de moins de 10 000 habitants, une enquête de recensement portant sur toute la population est réalisée tous les cinq ans, les populations de référence des années intermédiaires étant quant à elles estimées par interpolation ou extrapolation. Pour la commune, le premier recensement exhaustif entrant dans le cadre du nouveau dispositif a été réalisé en 2005.

En 2022, la commune comptait 238 habitants, en évolution de −7,39 % par rapport à 2016 (Pyrénées-Atlantiques : +3,78 %, France hors Mayotte : +2,11 %).
| 1793 | 1800 | 1806 | 1821 | 1831 | 1836 | 1841 | 1846 | 1851 |
| ---- | ---- | ---- | ---- | ---- | ---- | ---- | ---- | ---- |
| 243  | 228  | 330  | 271  | 374  | 364  | 639  | 644  | 574  |

| 1856 | 1861 | 1866 | 1872 | 1876 | 1881 | 1886 | 1891 | 1896 |
| ---- | ---- | ---- | ---- | ---- | ---- | ---- | ---- | ---- |
| 573  | 498  | 490  | 468  | 492  | 485  | 438  | 431  | 410  |

| 1901 | 1906 | 1911 | 1921 | 1926 | 1931 | 1936 | 1946 | 1954 |
| ---- | ---- | ---- | ---- | ---- | ---- | ---- | ---- | ---- |
| 370  | 347  | 331  | 351  | 340  | 334  | 345  | 291  | 274  |

| 1962 | 1968 | 1975 | 1982 | 1990 | 1999 | 2005 | 2006 | 2010 |
| ---- | ---- | ---- | ---- | ---- | ---- | ---- | ---- | ---- |
| 263  | 233  | 205  | 218  | 233  | 224  | 248  | 252  | 280  |

| 2015 | 2020 | 2022 | - | - | - | - | - | - |
| ---- | ---- | ---- | - | - | - | - | - | - |
| 257  | 244  | 238  | - | - | - | - | - | - |

## Culture locale et patrimoine

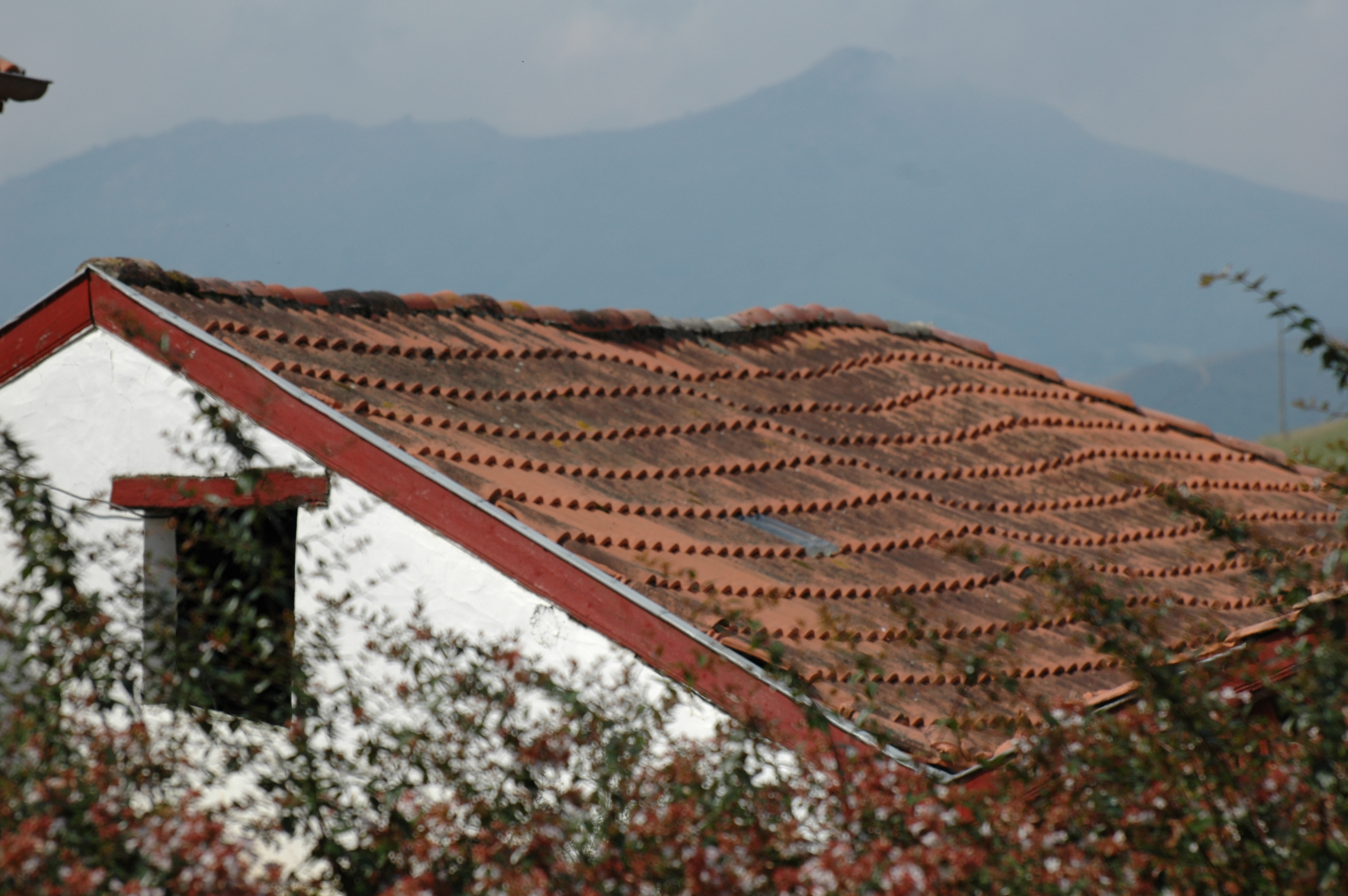
Toiture vénérable.

### Patrimoine civil
À Maspie, les vestiges d'un ensemble fortifié du XIIe siècle témoignent du passé ancien de la commune. Il en est de même à Lalonquère, où au haut Moyen Âge se dressait une fortification seigneuriale.
La maison, dite château, à Juillacq, date du XVIe siècle. On y trouve une girouette du XVIIIe siècle inscrite à l'Inventaire général du patrimoine culturel.
La commune présente un ensemble de maisons et de fermes des XVIIe, XVIIIe et XIXe siècles. L'une des demeures du lieu-dit Coume à Juillacq possède une peinture monumentale de la fin du XIXe siècle représentant Pau et ses environs.
Le moulin de Lalonquère fut construit au XVIIe siècle.

### Patrimoine religieux
L'église Saint-Martin, à Maspie, date partiellement du XIIe siècle et celle de Juillacq, l'église Saint-Jean-Baptiste, du XVIe siècle. Cette dernière recèle du mobilier, des objets et des statues, ainsi que des tableaux inscrits à l'inventaire général du patrimoine culturel. L'église Saint-Martin est également riche en éléments remarquables inventoriés par le ministère de la Culture, tels que des verrières, des sculptures, des meubles, des peintures et autres objets à usage religieux.
L'église Saint-Germain, à Lalonquère, date quant à elle du XVIIIe siècle. On y trouve du mobilier, des tableaux, une statue et des objets également référencés par les monuments historiques.

## Équipements
Éducation
La commune dispose d'une école primaire.